# Amandola
Amandola – miejscowość i gmina we Włoszech, w regionie Marche, w prowincji Fermo.
Według danych na styczeń 2009 gminę zamieszkiwały 3802 osoby przy gęstości zaludnienia 54,8 os./1 km².